# 1932년 하계 올림픽 다이빙
제10회 하계 올림픽 다이빙 경기는 1932년 미국 로스앤젤레스에서 열렸다. 경기는 1932년 8월 8일 월요일부터 1932년 8월 13일 토요일까지 진행되었다.

## 참가국
9개국(7개국에서 남성, 6개국에서 여성)의 총 28명(남성 17명, 여성 11명)이 로스엔젤레스 경기에서 경쟁했다:
- 오스트리아 (남성:1 여성:1)
- 캐나다 (남성:2 여성:1)
- 덴마크 (남성:0 여성:1)
- 프랑스 (남성:1 여성:0)
- 독일 (남성:1 여성:1)
- 일본 (남성:3 여성:1)
- 멕시코 (남성:5 여성:0)
- 스웨덴 (남성:0 여성:1)
- 미국 (남성:4 여성:5)